# 尤利西斯堑沟群

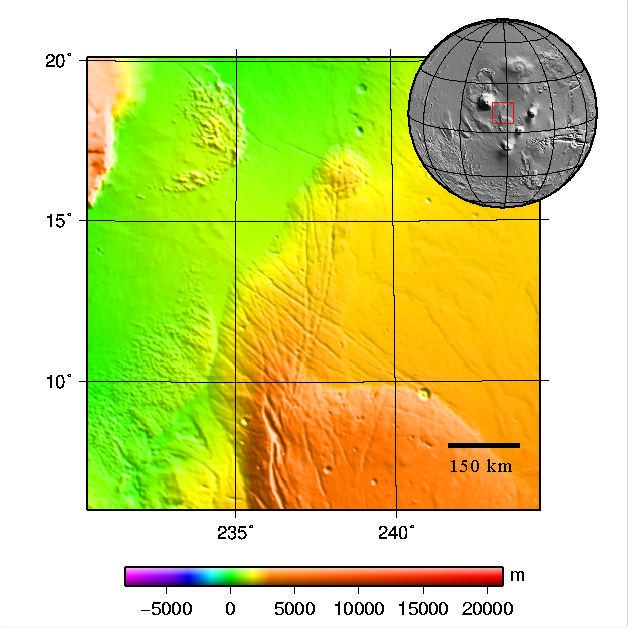
尤利西斯堑沟群北部地形图

尤利西斯堑沟群（Ulysses Fossae）是位于火星塔尔西斯区北纬10.06度、西经123.07度附近的一系列槽沟，其名称取自反照率特征名。该区域密布着被称作尤利西斯丘群的圆锥丘，据解释，这些圆锥丘可能相当于地球上的火山渣锥 。

显示了主要特征的塔尔西斯区地图，塔尔西斯坐落了众多的火山，包括太阳系中已知最高的奥林帕斯山。注意刻拉俄尼斯火山丘虽然它看上去很小，但它约与地球的珠穆朗玛峰一样高。

## 另请查看
- 堑沟
- 火星地质